# Stara Wojska
Stara Wojska – wieś w Polsce położona w województwie łódzkim, w powiecie rawskim, w gminie Rawa Mazowiecka.
W latach 1975–1998 miejscowość administracyjnie należała do województwa skierniewickiego.
W Wojskach urodził się Walerian Karliński (1801-1887), powstaniec listopadowy, burmistrz wielu miast.